# Grammosciadium macrodon
Grammosciadium macrodon är en flockblommig växtart som beskrevs av Pierre Edmond Boissier. Grammosciadium macrodon ingår i släktet Grammosciadium och familjen flockblommiga växter. Inga underarter finns listade i Catalogue of Life.